# Makoto Hasebe
Makoto Hasebe (japoneză 長谷部誠, n. 18 ianuarie 1984, Fujieda, prefectura Shizuoka, Japonia) este un jucător de fotbal japonez care evoluează la clubul german Eintracht Frankfurt și la echipa națională de fotbal a Japoniei.